# Брандт, Александр Фёдорович
Александр Фёдорович Брандт (нем. Alexander Julius Brandt; 1844—1932) — заслуженный профессор зоологии Харьковского университета.

## Биография
Родился в семье зоолога Фёдора Фёдоровича Брандта в Санкт-Петербурге 16 (28) февраля 1844 года.
Учился в Ларинской гимназии с 1854 по 1861 годы, а потом — в Медико-хирургической академии, где окончил курс в 1866 году с золотой медалью и премией Буша. В годы студенчества занимался особенно в физиологической лаборатории Сеченова, при зоологическом и сравнительно-анатомическом кабинете своего отца и частным образом гистологией у Ф. В. Овсянникова.
Во время неоднократных поездок за границу (1862, 1867, 1868, 1869, 1870 годы) слушал лекции профессоров Геккеля, Гегенбаура, работал в лаборатории Р. Лейкарта и практически занимался на море (в Триесте и Неаполе).
В 1867 году был удостоен степени доктора медицины; в 1870 году получил степень магистра, а в 1876 году — доктора зоологии.
С 1 января 1867 года по 1 января 1870 года состоял при Медико-хирургической академии в звании младшего ординатора. С 1871 по 1880 годы был хранителем зоологического музея Императорской академии наук, приват-доцентом Санкт-Петербургского университета и в последние годы также преподавателем естественной истории при Женском патриотическом институте.
В 1880 году избран ординарным профессором Харьковского ветеринарного института, а 12 марта 1887 года был утверждён ординарным профессором в Харьковском университете. В 1887—1903 годах был заведующим университетским зоологическим кабинетом. Состоял членом Южно-русского общества акклиматизации, был редактором «Известий общества» (до октября 1898).
Основатель (1896) и первый директор Харьковского зоопарка. С 1 января 1896 года — действительный статский советник. В 1906 году — заслуженный профессор.
Вышел в отставку 31 октября 1912 года.
Умер в Тарту 9 марта 1932 года.

## Семья
В 1871 году женился на Eleonore Charlotta Marie Schuppe (?—1908). Их сын, Владимир Александрович (1874—1944) — инженер-архитектор и профессор архитектуры, автор проекта православного храма на Ольшанском кладбище в Праге.
После смерти первой жены, в 1909 году женился второй раз — на Anna Leont. Elis. Hoeppener, которая скончалась 15 марта 1914 года. Третьей женой стала Maria Ruprecht (1850—1932).

## Комментарии
1. ↑  В одно время с ним жил полный тёзка, родившийся в Петербурге 19 (31) августа 1860 года. Он начинал учиться в Медико-хирургической академии, в 1880—1881 годах был студентом медицинского факультета Юрьевского университета (см. Album academicum der Kaiserlichen Universität Dorpat. — Dorpat, 1889. — S. 782). Затем учился на медицинском факультете Казанского университета; в 1887—1890 годах был прозектором; в 1897 году служил в Елизаветполе; был директором тюремного комитета; с октября 1906 года занимал должность Варшавского губернского медицинского инспектора (см. Brandt Alexander Fedorovič // Erik-Amburger-Datenbank  (нем.)). С 6 декабря 1908 года — действительный статский советник (см. Брандт Александр Федорович // Список гражданским чинам IV класса: Исправлен по 1-е сентября 1911 года. — С. 1386.).